# Liste des épisodes de Scorpion
Cet article présente la liste des épisodes de la série télévisée américaine Scorpion.

## Panorama des saisons
| Saison | Nombre d’épisodes | Diffusion originale sur CBS | Diffusion originale sur CBS | Diffusion originale sur CBS | Diffusion originale sur CBS |
| Saison | Nombre d’épisodes | Années                      | Jour et heure               | Début de saison             | Fin de saison               |
| ------ | ----------------- | --------------------------- | --------------------------- | --------------------------- | --------------------------- |
| 1      | 22                | 2014–2015                   | Lundi 21 h                  | 22 septembre 2014           | 20 avril 2015               |
| 2      | 24                | 2015–2016                   | Lundi 21 h                  | 21 septembre 2015           | 25 avril 2016               |
| 3      | 25                | 2016–2017                   | Lundi 22 h                  | 3 octobre 2016              | 15 mai 2017                 |
| 4      | 22                | 2017–2018                   | Lundi 22 h                  | 25 septembre 2017           | 16 avril 2018               |

## Liste des épisodes

### Première saison (2014-2015)
1. Q.I 197 (Pilot)
2. Antivirus (Single Point of Failure)
3. Menace 2.0 (A Cyclone)
4. Les As à Vegas (Shorthanded)
5. Le Côté obscur (Plutonium Is Forever)
6. Art thérapie (True Colors)
7. Au nom du père (Father's Day)
8. L'Algorithme dans la peau (Risky Business)
9. L'Opération Gumbo (Rogue Element)
10. Semper fidelis (Talismans)
11. Chasseurs de fantômes (Revenge)
12. Les Génies de l'impossible (Dominoes)
13. Hacke-moi si tu peux (Kill Screen)
14. L'Espionne qu'il aimait (Charades)
15. Supermind (Forget Me Nots)
16. Croisière d'enfer (Love Boat)
17. Crise d'égo (Going South)
18. Le Venin du serpent (Once Bitten, Twice Die)
19. Les Cœurs en flammes (Young Hearts Spark Fire)
20. Protection rapprochée (Crossroads)
21. Secret toxique (Cliffhanger)
22. Au bord du gouffre (Postcards from the Edge)

### Deuxième saison (2015-2016)
Elle est diffusée depuis le 21 septembre 2015 sur CBS. L'épisode du 26 octobre, intitulé "La tour de cristal infernale", diffusé immédiatement après la première de Supergirl, était d'une durée exceptionnelle de 90 minutes (avec publicités).
1. Vertiges de l'amour (Satellite of Love)
2. Cuba Libre (Cuba Libre)
3. La Grande évasion (Fish Filet)
4. En eaux profondes (Robots)
5. Les Super Fun Guys (Super Fun Guys)
6. La Tour de cristal infernale (Tech, Drugs, and Rock and Roll) - 60 minutes
7. Le Train de la mort (Crazy Train)
8. La Zone 51 (Area 51)
9. Nations désunies (US vs UN vs UK)
10. Le Cycle de la vie (Arrivals & Departures)
11. Panique sur le campus (The Old College Try)
12. La Faille (Dam Breakthrough)
13. Autant en emporte le froid (White Out)
14. Le Canon solaire (Sun of a Gun)
15. C'est de la bombe ! / Mission sabotage (Da Bomb)
16. De l'eau dans le gaz (Fractured)
17. La Théorie du cactus (Adaptation)
18. Des vices et des vertus (The Fast and the Nerdiest)
19. Une promesse du cœur (Ticker)
20. Les faussaires (Djibouti Call)
21. La spirale infernale (Twist and Shout)
22. Plus fort que Fort Knox (Hard Knox)
23. Atomique attraction (Chernobyl Intentions)
24. Toby ou pas Toby (Toby or not Toby)

### Troisième saison (2016-2017)
Elle est diffusée depuis le 3 octobre 2016.
1. La guerre est déclarée (1/2) (Civil War)
2. La guerre est déclarée (2/2) (More Civil War)
3. Perdu dans l'espace (It Isn't the Fall That Kills You)
4. Des enfants pas comme les autres (Little Lost Boy)
5. Une nuit au musée (Plight at the Museum)
6. Chauve qui peut ! (Bat Poop Crazy)
7. Votez scorpion ! (We're Gonna Need a Bigger Vote)
8. Une balade irlandaise (Sly and the Family Stone)
9. Le Dossier Veronica (Mother Load)
10. Le Seigneur des marais (This is the Pits)
11. Un Noël presque parfait (Wreck the Halls)
12. Le Cabe de glace (Ice Ca-Cabes)
13. Fausse monnaie, vrais problèmes (Faux Money Maux Problems)
14. Les Bouche-trous (The Hole Truth)
15. Un geek à la mer (Oh Buoy)
16. Que le meilleur gagne (Keep it in Check, Mate)
17. Very bad flip (Dirty Seeds, Done Dirt Cheap)
18. Dans sa bulle (Don't Burst My Bubble)
19. Malin comme un singe (Monkey See, Monkey Poo)
20. Deux filles dans le vent (Broken Wind)
21. Le corps céleste (Rock Block)
22. En avant Mars ! (Strife on Mars)
23. Le plus beau jour de leur vie (Something Burrowed, Something Blew)
24. Les naufragés (1/2) (Maroon 8)
25. Les naufragés (2/2) (Scorp Family Robinson)

### Quatrième saison (2017-2018)
Elle est diffusée depuis le 25 septembre 2017
1. Y a-t-il un génie pour sauver le monde ? (1/2) (Extinction)
2. Y a-t-il un génie pour sauver le monde ? (2/2) (More Extinction)
3. Hakuna Matata  (Grow a Deer, A Female Deer)
4. L'union faire la force  (Nuke Kids on the Block)
5. Otages (Sci Hard)
6. Le vaisseau fantôme (Queen Scary)
7. Rats de villes et rats d'égouts (Go with the Flo(rence))
8. Voyage dans le temps (Faire is Foul)
9. Le radeau des méduses (It's Raining Men (of War))
10. Crime en famille (Crime Every Mountain)
11. Une journée de chien (Who Let the Dog Out ('Cause Now It's Stuck In a Cistern))
12. En plein délire ! (A Christmas Car-Roll)
13. Les révoltés du bunker (The Bunker Games)
14. Un phare dans la nuit (Lighthouse of the Rising Sun)
15. Alerte tsunami (Wave Goodbye)
16. Opération Saint-Valentin (Nerd, Wind and Fire)
17. Rendez-moi mon QI (Dumbster Fire)
18. La bourse ou la vie (Dork Day Afternoon)
19. Les dents du bayou (Gator Done)
20. Le sport pour les nuls (Foul Balls)
21. Le passager clandestin (Kenny and the Jet)
22. Une tempête peut en cacher une autre (A Lie in the Sand)